# Biophytum richardsiae
Biophytum richardsiae är en harsyreväxtart som beskrevs av Arthur Wallis Exell. Biophytum richardsiae ingår i släktet Biophytum och familjen harsyreväxter. Inga underarter finns listade i Catalogue of Life.